# نوكيا 3250

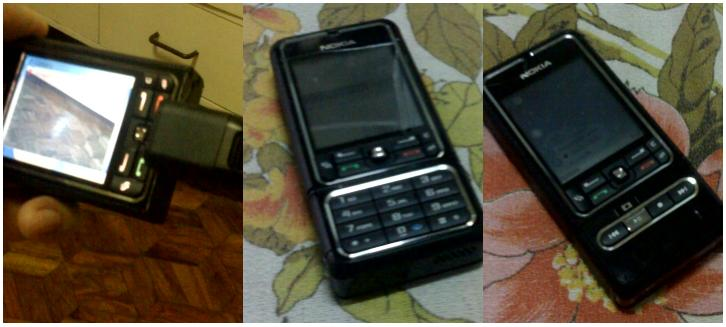
نوكيا 3250

نوكيا 3250 هاتف نقال هاتف Nokia 3250، ثلاث أجهزة في جهاز واحد. فتلة واحدة لجزء الهاتف السفلي تحوّل الهاتف إلى مشغل موسيقى ويتميز هذا الهاتف بالصوت العالي مقارنة عن طرازات نوكيا الأخرى مع ذاكرة قابلة للتوسيع حتى 2 GB لتسع حتى 750 أغنية. انقل الأغنيات من أقراصك الموسيقية المدمجة بواسطة
Nokia Audio Manager ثم حوّلها من كومبيوترك الشخصي إلى هاتفك. استخدم السماعات الستيريو المتوفرة أو قم بوصل سماعاتك الخاصة في موصل السماعة بحجم 3,5 مم.
قم بفتل الهاتف مجدداً وها هو يصبح كاميرا 2-megapixel. التقط الصور بصيغة الصورة على كامل الشاشة أو صيغة صورة الوجه بفتلة أخرى عند وضع المرآه وتمتع بالصور الواضحة مع تقريب
×4. احفظ صورك وملفات الفيديو الخاصة بك على هاتفك ثم حمّلها من هاتفك المتحرك على دفترك اليومي على الإنترنت عبر برنامج Lifeblog.
افتل الهاتف مرة ثالثة ليتحوّل مجدداً إلى هاتف ذكي. قم باتصالاتك من القارات الخمس، أبحر عبر شبكة EDGE وكن مبدعاً مع كافة برامج الموسيقى والتصوير المدمجة في هاتفك.
مهما كانت الجهة التي تفتله نحوها، سيدهشك هاتف Nokia 3250 بالمميزات التي يقدمها إليك.

## مميزات الهاتف
تصميم الفتل للدخول إلى وظائف الهاتف، الكاميرا أو الموسيقى
قم بتشغيل الموسيقى وابتكار لوائح موسيقية مع مشغل الموسيقى (+MP3/eAAC)
ذاكرة قابلة للتوسيع حتى 1GB لتسع 750 أغنية بجودة صوت ستيريو ممتازة مع نظام الفك والتشفير الصوتي الرقمي المتطور والجديد +eAAC*
شارك اللوائح الموسيقية مع أصدقائك عبر تقنية Bluetooth، الرسائل الإعلامية المتعددة MMS أو البريد الإلكتروني
قم بوصل سماعاتك الخاصة في موصل الربط في سلك السماعة
كاميرا رقمية مدمجة 2-megapixel
افتل والتقط الصور الثابتة أو الفيديو بفتلة واحدة
شارك واعرض ذكرياتك عبر دفتر اليوميات الرقمي على الإنترنت
شاشة ملونة عالية الجودة مع 262,144 لوناً
- يحدد مجموع سعة التخزين بعدد الأغنيات. سعة التخزين تقريبية وقد حددت على أساس 3 دقائق و 45 ثانية للأغنية الواحدة وتشفير eAAC+ بسرعة 48kbps. وتعتمد سعة التخزين الفعلية على محتوى علبة البيع.

المواصفات الكاملة
ترددات التشغيل
تغطية ثلاثية الموجات على شبكة GSM في خمس قارات (GSM/EDGE 900/1800/1900)
تنقل آلي بين الموجات
الحجم
الوزن: 115 غ
المقاسات: 103,8 × 50 × 19,8 مم
Display
شاشة ملونة TFT حيوية بالخلايا مع 262,144 لوناً و 176 × 208 خلية
الحجم: 34,8 مم × 41,1 مم
السطح البيني
يفتل حتى 270 درجة (-90 و+180 درجة): افتله للدخول فوراً إلى وظائف الهاتف، الكاميرا أو الموسيقى
آلة تحكم، مفتاحان أساسيان، مفتاح التطبيق، مفتاح التعديل والحذف، مفتاح الإرسال (مفتاح "اضغط لتتكلم") والإنهاء، مفاتيح ITU-T، مفتاح التشغيل
مفاتيح الموسيقى: تشغيل/توقيف مؤقت، توقيف، إعادة وتقديم
برنامج Series 60 مع نظام تشغيل Symbian
مميزات الموسيقى
تحكم بالموسيقى واللوائح الموسيقية مع مشغل الموسيقى (+MP3/eAAC) واضبط الموسيقى بواسطة مفاتيح الموسيقى الخاصة
انقل الموسيقى المأخوذة من أقراصك الموسيقية المدمجة، من كومبيوترك الشخصي إلى هاتفك Nokia 3250 مع Nokia Audio Manager، مشغل Windows Media أو برنامج كومبيوتر آخر
شارك اللوائح الموسيقية مع أصدقائك عبر تقنية Bluetooth، الرسائل الإعلامية المتعددة MMS أو البريد الإلكتروني
ذاكرة قابلة للتوسيع حتى 1GB لتسع 750 أغنية بجودة صوت ستيريو ممتازة مع نظام الفك والتشفير الصوتي الرقمي المتطور والجديد +eAAC*
قم بوصل سماعاتك الخاصة في موصل الربط بحجم 3,5 مم في سلك السماعة
مميزات موسيقية معززة: ضبط الصوت (معدل صوت، توسيع ترددات الستيريو، مضخم صوت، مضخم الترددات المنخفضة)
اشترِ ملفات موسيقية جديدة من خدمات عبر الإنترنت أو قم بتحميل موسيقاك الخاصة من كومبيوتر شخصي لتستمتع بموسيقى الستيريو العالية الجودة بواسطة سماعات متطورة
النماذج المدعومة: eAAC+، AAC+، M4A، MPEG-4 ACC LC، LTP، MP3، AMR-NB، AMR-WB، 64 نغمة رنين متعددة الألحان MIDI، Voice RealAudio، RealAudio7، RealAudio8، RealAudio10، WMA
ستوديو الألحان: ابتكر نغمات رنين خاصة بك من حوالي 40 نغمة رنين MIDI تم تحميلها مسبقاً في هاتف Nokia 3250
راديو مرئي
- يحدد مجموع سعة التخزين بعدد الأغنيات. سعة التخزين تقريبية وقد حددت على أساس 3 دقائق و 45 ثانية للأغنية الواحدة وتشفير eAAC+ بسرعة 48kbps. وتعتمد سعة التخزين الفعلية على محتوى علبة البيع.

مميزات التصوير
كاميرا رقمية مدمجة 2-megapixel (حجم الصورة الأساسية 1600 × 1200)
افتل والتقط الصور الثابتة أو الفيديو بفتلة واحدة
صيغ مطورة للكاميرا: صور ثابتة، صور متعاقبة، فيديو
خيارات للتصوير في الليل، تعديل درجة الوضوح، جودة الصورة ومؤقت ذاتي
تقريب رقمي ×4
جودة الفيديو: 144×176 أو 96×128 خلية 15، (QCIF أو SubQCIF) إطار في الثانية
خدمات الفيديو: تسجيل فيديو حتى ساعة مع بطاقة microSD؛ تحميل، عرض، مشاهدة حيوية
مفاتيح تشغيل الموسيقى تتحول إلى مفاتيح التحكم بالكاميرا: تقريب وإبعاد الصورة، مفتاح الكاميرا للتصوير، مفتاح توقيف تصوير الفيديو
المميزات الإعلامية المتعددة
شاهد ملفات الفيديو أو انقل ملفات فيديو موسيقية من الشبكة بواسطة مشغل RealOne
معدل فيديو معزز: عدل ملفات الفيديو مع مجموعة متقنة من مختلف المؤثرات والخيارات وابتكر مشاهد جديدة من خلال ملفات الفيديو الخاصة بك
تحميل دفتر يومياتك على الإنترنت من هاتفك المتحرك
شارك واعرض ذكرياتك عبر دفتر اليوميات على الإنترنت
قم بتحميل المحتويات على الإنترنت أو ألحقها برسالة عبر البريد الإلكتروني أو رسالة إعلامية متعددة MMS
أرسل المحتويات عبر رسالة إعلامية متعددة MMS أو مباشرة إلى أصدقائك محلياً عبر التكنولوجيا اللاسلكية Bluetooth
مميزات الرسائل
MMS OMA 1.2: يدمج الصورة، الفيديو، النص والملفات الصوتية ويرسلها كرسالة إعلامية متعددة MMS إلى هاتف ملائم أو كومبيوتر شخصي؛ استخدم الرسائل الإعلامية المتعددة MMS لتخبر قصتك عبر عرض متعدد الشرائح. وتسمح لك مواصفات MMS OMA 1.2 إرسال/استلام الرسائل بحجم يصل حتى 300kB
رسائل نصية: يدعم الرسائل القصيرة المتسلسلة SMS، الرسائل المرفقة بصور، لائحة توزيع الرسائل القصيرة SMS
نص تنبؤي داخلي: يدعم أكثر اللغات انتشاراً في أوروبا وآسيا الباسيفيك
بريد إلكتروني: أدخل إلى أعمالك وعناوين البريد الإلكتروني الخاصة بك؛ يدعم أنظمة SMTP، POP3 و IMAP4
وظائف الذاكرة
ذاكرة داخلية سعة 10MB مع ذاكرة قابلة للتمديد حتى 1GB لتسع 750 أغنية مع بطاقة microSD
راديو مرئي
استمع إلى الموسيقى وتفاعل مع محطات الراديو المفضلة لديك:
اكتشف ما هي الأغنية التي تستمع إليها، من يقوم بأدائها ومعلومات أخرى حول الفنان
اشترك في المسابقات وأجب على استطلاعات الرأي، صوّت لأغانيك المفضلة
قم بتحميل الأغنيات التي تشتريها على هاتفك مباشرة
اكتشف المزيد على موقع http://www.visualradio.com/
Nokia Sensor
Nokia Sensor هو تطبيق عفويّ واجتماعي للأشخاص العفويين والاجتماعيين.
عبّر عن نفسك لمستخدمي تطبيق Sensor الآخرين الموجودين بالقرب منك من خلال ابتكار صفحاتك الشخصية الخاصة على هاتفك
شاهد صفحات الأشخاص القريبين منك وتبادل معهم رسائل Sensor
شارك الملفات عبر التكنولوجيا اللاسلكية Bluetooth ضمن مسافة تصل حتى 10 أمتار
قم بتحميل تطبيق Nokia Sensor مجاناً من موقع www.nokia.com/sensor
المزيد من التطبيقات
Nokia Audio Manager: قم بابتكار وتنظيم الملفات الموسيقية الرقمية على كومبيوتر شخصي ملائم ثم حوّلها إلى جهاز متحرك ملائم.
دفتر يوميات متعدد الوسائل الإعلامية على برنامج Nokia Lifeblog: قم بابتكار دفتر يوميات يشمل كافة الصور، الفيديو، الرسائل النصية والرسائل الإعلامية المتعددة الموجودة على هاتفك المتحرك. من السهل الإبحار، البحث، التعديل والحفظ – على كل من كومبيوترك الشخصي وهاتفك المتحرك! اكتشف المزيد على موقع www.nokia.com/lifeblog.
Tunes Studio
جهاز قياس الصوت: يمكنك قياس مستوى الضجيج المحيط بك، مثل الضجيج الصادر عن مباراة في كرة القدم أو حفل موسيقي حي. إن جهاز قياس مستوى الصوت ليس للاستخدام الاحترافي.
الربط
التكنولوجيا اللاسلكية Bluetooth
تكلم بحرية مع سماعة Bluetooth اللاسلكية
استمتع بالألعاب لاسلكياً مع عدة لاعبين عبر ربط Bluetooth
قم بمزامنة هاتفك مع كومبيوتر شخصي ملائم عبر ربط لاسلكي محلي Bluetooth
سلك USB 2.0 بسرعة قصوى مع قدرة تخزين ملفات مباشرة من كومبيوترك على هاتفك
نظام البحث
نظام بحث WAP 2.0،xHTML عبر TCP/IP
تحويل البيانات
EDGE: درجة 10، تحميل حتى 236,8kbit/s
GPRS: درجة 10، تحميل حتى 62,4kbit/s
- ملاحظة: قد تتغير السرعات المحددة الحالية اعتماداً على دعم الشبكة

إدارة المعلومات الشخصية (PIM)
دليل هاتف
روزنامة
دفتر ملاحظات
ساعة عالمية
محوّل
آلة حاسبة
مدير الملفات
مزامنة عن بعد
وضع انتظار حيوي
رسائل
نظام بحث
حماية البرنامج:
حماية ذاتية شاملة (لا تلاعب في أنظمة الجهاز الأساسية وأوضاع الجهاز)
خصوصية المستخدم (دخول محمي إلى عناوين الاتصالات، الروزنامة والرسائل)
ضبط الدخول إلى عمليات دقيقة أو الأسطح البينية لبرمجة التطبيقات، مثل حماية عمليات الربط عبر الشبكة
الألعاب
Punkwigs و Snakes
إدارة الاتصالات
اتصال سريع: حتى 9 أسماء، مع المفاتيح من 2 إلى 9
إعادة طلب آخر رقم من لائحة الأرقام المطلوبة (زر الاتصال يظهر لائحة الأرقام المطلوبة)
إعادة طلب الرقم آلياً (حتى 10 محاولات)
رد آلي (يعمل مع السماعة أو عدة السيارة فقط)
اتصال في وضع الانتظار، تحويل الاتصال، توقيت الاتصال
اختيار آلي ويدوي للشبكة
معرفة المتصل من خلال صورته
اتصال جماعي (حتى 5 مشتركين)
تنبيه بالذبذبة
مميزات الصوت
اتصال بواسطة الصوت معزز
أوامر صوتية
إعادة طلب الرقم آلياً (حتى 10 محاولات)
تسجيل صوتي
مكبر صوت مدمج للتكلم الحر
خدمات رقمية
قم بتحميل الموسيقى عن بعد
مواضيع متكاملة للسطح البيني
تطبيقات Symbian و Java قابلة للتحميل
خدمات ألعاب تشمل مستويات اللعب والأصوات
نغمات رنين وتنبيه: eAAC+، AAC+، M4A،MPEG-4 ACC LC، LTP، MP3، AMR-NB، AMR-WB،
64 نغمة رنين متعددة الألحان Voice RealAudio، RealAudio7، MIDI RealAudio8، WMA

## محتوى علبة البيع
هاتف Nokia 3250
بطارية
Nokia BP-6M
سلك الربط Nokia CA-53
شاحن مدمج Nokia AC-3*
محوّل الشاحن Nokia CA-44*
السماعة الموسيقية Nokia HS-20
قرص مدمج CD-ROM (يحتوي على برنامج Nokia PC Suite)
دليل المستخدم، الدليل السريع Quick، مطبوعة دعائية عن المنتج
بطاقة ذاكرة Micro SD